# 月光·摩利亞
月光·摩利亞是日本動漫作品《ONE PIECE》的角色。恐怖三桅帆船「四怪人」之首，前任「王下七武海」之一。

## 設計
- 月光（也譯為「凱克」）原意是壁虎；名字的中央部份（光－摩利ko Mori）原文接近日文的蝙蝠，亦可能有取諧音之意以及君士坦丁堡的莫利亚战争和马里亚纳海沟的拟音。
- 初期摩利亞的人設方面比其他七武海還要多，有巫師、雙重人格的神父，巨漢策士家等各式各樣的設定。形象参考自旧约圣经里的恶魔和默示录里的恶魔撒旦以及日本神话里来自地狱的鬼 (日本)以及吸血鬼和德古拉伯爵以及堕天使之一的路西法。

## 人物
部下都對他十分忠心和恭敬，尊稱他為「主人」，較低級的部下甚至不敢直呼他的名字。做任何事情都喜歡倚靠別人來幫他完成，口頭禪是「交給你了」。身形龐大，是時任七武海當中身高最高的（6.92公尺），比「暴君」巴索羅繆·大熊還要高。同時也是時任七武海當中最年長的一員。特徵是有如火蔥般的髮型（魯夫稱他為「大火蔥頭」），長相有如惡魔，額側長有兩角，耳朵和牙齒也是尖的，頭至頸部都有類似縫合傷口的交叉狀縫線，穿著蝙蝠狀領子的襯衫和哥德式藝術的服裝，獨特笑聲是「嘿嘻嘻嘻」。

## 能力
摩利亞是超人系「影子果實」能力者，影子人，擁有奪取別人影子的能力。能力者本身的影子能夠當作替身來防禦對手的攻擊或是代替能力者進行攻擊，其實力與能力者本身相等。影子本身亦能夠分裂，並變化成各種形狀進行攻擊，例如將影子分裂變成蝙蝠咬噬對手或是將對手關在影之箱中。影子像流體一樣沒有固定的形狀，被破壞也能再次恢復。可利用一把特大的剪刀將別人的影子剪掉並置入屍體中，形成擁有影子原主人能力和個性的殭屍，但惡魔果實能力無法隨之轉換到殭屍身上。若被取走影子的人受到陽光照射就會完全消失，故只能活在不見天日的地方。如果影子原主人死了，影子就會隨之消失，殭屍也會失去影子而無法行動。此外，殭屍怕火、鹽、海水。

## 劇中表現
童年時代的摩利亞在漫畫單行本第63集SBS專欄露面，當時的他身上配戴一隻匕首，身形並沒有像現在那麼高大，身上也沒有交叉狀的縫線，卻有隨意拆卸玩偶手腳的習慣。摩利亞也於前傳第零話中短暫登場過，是24（第二部）年前目睹「海賊王」哥爾·D·羅傑被處死的圍觀群眾中之一。當時的摩利亞外貌比現在還瘦很多，武器為武士刀。
過去的摩利亞就像魯夫一樣，是個對自己實力充滿自信並勇於追逐夢想的海賊；23年前與海道在和之國的鈴後地區展開激烈交戰，摩利亞及其部下全部被擊敗。這番慘痛經歷使得原本懷有遠大夢想的摩利亞頓時心理扭曲，讓摩利亞開始堅信「因為活著才會失去」的道理，因此組織了沒有生命的「殭屍兵團」，準備與海道再次交戰以報復當年被其滅團的仇恨，甚至繼續幫助他追逐「海賊王」的夢想。當他跟草帽海賊團提到此事時能看出他受到相當大的刺激且仍心有餘悸，由此他斷言草帽海賊團必然無法在新世界存活。

### 第一部
在恐怖三桅帆船上與草帽海賊團和翻滾海賊團交戰，曾憑「影子果實」的能力奪走草帽海賊團5名成員（魯夫、索隆、香吉士、布魯克、妮可·羅賓）的影子，並將魯夫的影子注入特別殭屍魔人歐斯作為主要戰力，之後他甚至吞噬所有被其奪走的影子，最終被魯夫以「橡膠巨人噴射砲彈」擊敗。
戰敗後被部下赫古巴庫和阿布薩羅姆救出，不久接受了海軍本部的召集跟其餘的王下七武海成員用餐。其後再到海軍總部「馬林福特」與其他人在艾斯的處刑現場，與白鬍子海賊團開戰；期間曾以「角刀影」貫穿小歐斯Jr.，以及被吉貝爾以「鮫肌掌底·鮫瓦·正拳」重擊，後轉與白鬍子海賊團第十隊隊長克利耶爾交戰。
「頂點戰爭」尾聲，被同為七武海的多佛朗明哥以及和平主義者部隊出手攻擊，原因是世界政府的高層判定摩利亞實力太弱不足以繼續擔當七武海，因此剝奪稱號並命令多佛朗明哥將他抹殺。
在「大事件」結束以後，「鷹眼」喬拉可爾·密佛格和培羅娜從報章中看到「摩利亞戰死」的消息，但「鷹眼」對這段報導的真實性頗為懷疑。
之後多佛朗明哥透露摩利亞在他面前憑空消失而逃出圍攻，就此下落不明，並認為是使用「影子果實」的衍伸能力；但實際上摩利亞是被其部下阿布薩羅姆使用「透明果實」的能力救走。

### 第二部
和之國篇第一幕後，為了尋找不久前失聯的部下阿布薩羅姆而來到黑鬍子海賊團根據地「蜂巢島」大鬧，但遺憾的是他早已被「雨」之矢龍殺死，「透明果實」的能力也被其奪走，而出現在他眼前的阿布薩羅姆其實是卡達莉納·戴彭假扮的，使他遭到矢龍和戴彭圍攻，之後「黑鬍子」馬歇爾·D·汀奇欲拉攏摩利亞加入自己旗下，摩利亞一度被其囚禁，直到克比引發的騷動而逃脫。